# Guerres de Liège

Le territoire de la principauté de Liège (en vert) séparant en deux le territoire des Pays-Bas bourguignons (en orange).

Les guerres de Liège sont 3 rébellions de la principauté de Liège contre l’État bourguignon en expansion dans les années 1460.

## Causes
Le 23 septembre 1408, la bataille d'Othée avait opposé une troupe de nobles, de bourgeois et d'ouvriers liégeois emmenée par Henri de Hornes à une armée commandée par le duc de Bourgogne Jean sans Peur, le comte Guillaume IV de Hainaut ainsi que le comte Guillaume II de Namur. Les Liégeois avaient subi une défaite et Henri de Hornes avait été tué.
Dans la première moitié du XVe siècle, Philippe le Bon, duc de Bourgogne, devenait souverain d'une grande partie des Pays-Bas, devenant ainsi les Pays-Bas bourguignons.
En 1456, Philippe le Bon essaya d'étendre son influence à la principauté de Liège. Grâce à ses excellentes relations avec le pape Calixte III, il fait remplacer le prince-évêque Jean de Heinsberg par son neveu de 18 ans Louis de Bourbon. Louis de Bourbon poursuivit ses études à l'Université de Louvain pour sept années de plus, Philippe le Bon régna alors de facto sur Liège.

## Première Guerre de Liège en 1465

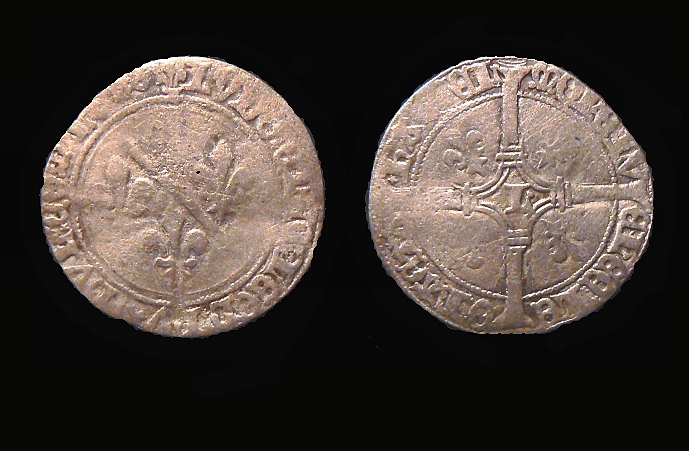
Monnaie du prince-évêque Louis de Bourbon, monnaie de billon frappée à Hasselt, c. 1465.

Entre-temps, la résistance de la Principauté s'intensifia. Raes van Heers, bourgmestre de la ville et chef de file de la résistance, communiqua avec le roi de France Louis XI, qui promit son soutien. Lorsque Louis de Bourbon prit finalement ses fonctions en tant que prince-évêque en 1465, il fut immédiatement déposé par les États de Liège. Raes van Heers fut incapable de contrôler la population rebelle, qui pilla les terres d'Outremeuse qui appartenaient au duc de Bourgogne.
Philippe le Bon envoya une armée sous le commandement de son fils Charles de Charolais (le « Téméraire ») à Liège pour rétablir son autorité. Raes van Heers rassembla une armée de 4 000 hommes, pour la plupart des civils, qui combattit Charles le Téméraire lors de la bataille de Montenaken le 20 octobre 1465. La bataille fut une victoire écrasante pour les Bourguignons. Charles continua à occuper Saint-Trond, où la paix de Saint-Trond fut signée dans laquelle Liège perdit tous ses droits et Louis de Bourbon reprit son titre de prince-évêque.

## Deuxième Guerre de Liège en 1467

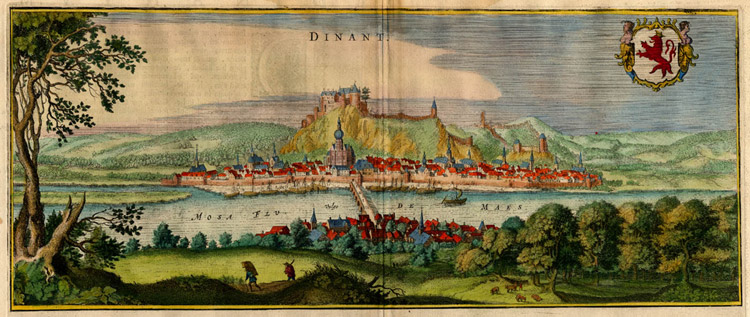
La ville de Dinant, atlas de Johannes Blaeu, 1649.

Les troubles dans la principauté liégeoise ne disparurent pas pour autant. En 1466, la ville de Dinant se rebella et Philippe le Bon envoya son fils Charles le Téméraire, qui punit la ville en organisant sa mise à sac, en jetant 800 bourgeois dans la Meuse et en mettant le feu à la ville.
Lorsque Philippe mourut en 1467, des troubles éclatèrent dans la ville de Liège et Louis de Bourbon fut contraint de fuir à Huy. Là aussi, il ne fut pas épargné et dut fuir la Principauté avec l'ensemble des Bourguignons. Une nouvelle fois, Raes de Heers, accompagné du comte Jean de Wilde, seigneur de Kessenich, leva une armée pour faire face à Charles le Téméraire. Mais de nouveau, les renforts promis par Louis XI de France n'arrivèrent jamais, et les troupes de Liège furent vaincues de manière décisive lors de la bataille de Brustem du 28 octobre 1467.
Après la bataille, Charles se rendit à Liège et força la ville à se rendre sur le 12 novembre 1467. La principauté de Liège devint un protectorat bourguignon administré par le gouverneur Guy d'Humbercourt et toutes les villes dans le comté de Looz furent contraintes de retirer leurs défenses.

## Troisième Guerre de Liège en 1468

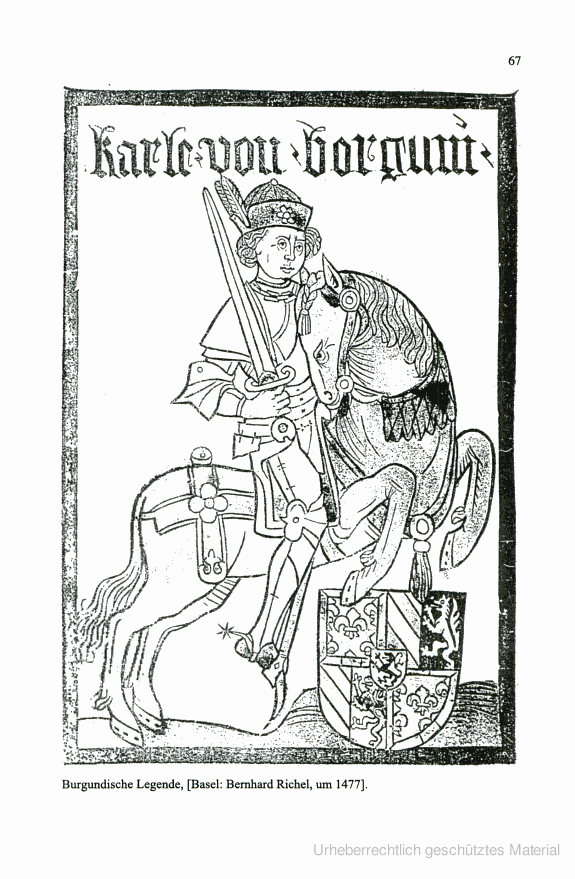
Charles le Téméraire, gravure de l'imprimerie de Bâle, 1477.

Malgré sa défaite, le peuple de Liège refusa d'accepter la domination bourguignonne. En octobre 1468, 240 combattants de la liberté sous Jean de Wilde, Vincent de Bueren et Gossuin de Streel, envahirent la ville. Dans la confusion, Guy de Humbercourt et l'ensemble de la garnison bourguignonne prirent la fuite de la ville. Liège fut libre et Jean de Wilde occupa le palais des princes-évêques. La fausse nouvelle de la mort de l'évêque, prétendument tué par les rebelles, provoqua la fureur de Charles le Téméraire à Péronne, bien qu'elle fût démentie peu après.
Une nuit, une milice liégeoise attaqua Tongres et tua tous les Bourguignons. Après cela, Jean de Wilde commença des négociations avec Guy de Humbercourt. Mais le duc de Bourgogne avait d'autres plans : il dirigea une armée en direction de Liège pour mater une fois pour toutes la ville rebelle. Il était accompagné par le roi Louis XI de France qu'il avait obligé à signer le traité de Péronne. Plusieurs villes sur leur chemin furent pillées, y compris Tongres. Le 22 octobre, les cinq cents hommes d'une milice, qui avaient essayé d'arrêter les Bourguignons dans le village de Lantin, furent conduits dans une église et brûlés vifs. Vincent de Bueren organisa la défense de la ville de Liège et obtint quelques succès. Jean de Wilde fut mortellement blessé lors du raid du 26 octobre et mourut deux jours plus tard. Dans la nuit du 29 octobre, les Six cents Franchimontois sortirent furtivement de la ville et attaquèrent les Bourguignons, dans le but de tuer le duc et le roi. Le plan échoua et les 600 hommes emmenés par Vincent de Bueren et Gossuin de Streel, furent décimés. Le lendemain, en guise de représailles, la ville de Liège fut mise à sac et incendiée,. Outre les infrastructures religieuses et publiques, ne subsisteront que quelques édifices civils, dont notamment des maisons place Saint-Jacques et peut être en Féronstrée,.

## Fin de la domination bourguignonne

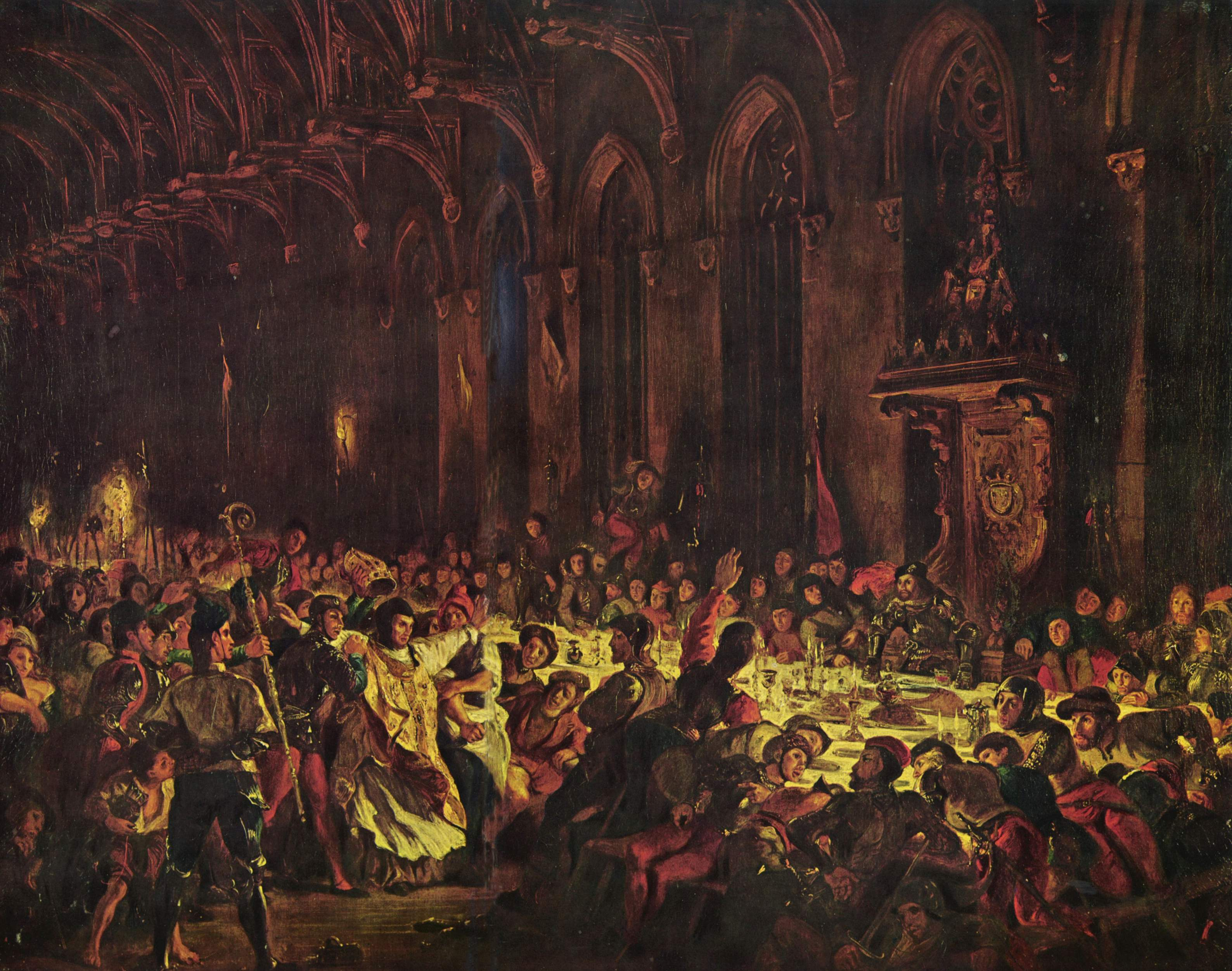
L'Assassinat de l'évêque de Liège, toile d'Eugène Delacroix, 1829.

En 1477, Charles le Téméraire fut tué dans la bataille de Nancy et remplacé par sa fille de dix-neuf ans, Marie de Bourgogne. Marie fut immédiatement attaquée par la France et se tourna vers les états généraux des Pays-Bas. L'aide lui fut accordée mais Marie dut concéder le Grand Privilège, en abandonnant les politiques centralisées de son père et grand-père. Liège en bénéficia également et Marie renonça à tous ses droits sur la principauté de Liège le 19 mars 1477. Louis de Bourbon resta le prince-évêque jusqu'à son assassinat le 30 août 1482 par Guillaume de La Marck, soutenu par Louis XI de France.

## Dans la culture populaire
L'intrigue complexe des Guerres de Liège et de l'affrontement entre Charles le Téméraire et Louis XI a servi de toile de fond à plusieurs romans et œuvres cinématographiques :
- le roman Quentin Durward (1823) de Walter Scott et ses nombreuses adaptations ;
- le roman Le Miracle des loups (1924) d'Henry Dupuy-Mazuel, et ses adaptations filmées Le Miracle des loups (1924) et Le Miracle des loups (1961).